# Ryūga Suzuki
Ryūga Suzuki (japanisch 鈴木 隆雅 Suzuki Ryūga; * 28. Februar 1994 in Sendai) ist ein japanischer Fußballspieler.

## Karriere
Suzuki erlernte das Fußballspielen in der Jugendmannschaft der Kashima Antlers. Seinen ersten Vertrag unterschrieb er 2012 bei Kashima Antlers. Der Verein spielte in der höchsten Liga des Landes, der J1 League. Im Juli 2013 wurde er an den Zweitligisten JEF United Chiba ausgeliehen. Für den Verein absolvierte er zwei Ligaspiele. 2014 wurde er an den Zweitligisten Tochigi SC ausgeliehen. Für den Verein absolvierte er 10 Ligaspiele. 2015 kehrte er zu Kashima Antlers zurück. Für den Verein absolvierte er zwei Erstligaspiele. 2016 wechselte er zum Zweitligisten Ehime FC. Für den Verein absolvierte er 18 Ligaspiele. 2018 wechselte er zu Tochigi Uva FC (heute: Tochigi City FC). 2018, 2020, und 2022 wurde er Meister der Kantō-Regionalliga. 2023 wurde er Vizemeister der Kantō Soccer League und qualifizierte sich für die Japanese Regional Football Champions League. Hier wurde man erster und stieg in die vierte Liga auf. Am Ende der Spielzeit 2024 feierte er mit Tochigi die Meisterschaft und stieg in die dritte Liga auf.

## Erfolge
Kashima Antlers
- Japanischer Ligapokalsieger: 2012, 2015

Tochigi City FC
- Japanischer Viertligameister: 2024  ▲
- Kantō-Regionalliga: 2018, 2020, 2022
- Japanese Regional Football Champions League: 2023  ▲